# Cerros
Cerros è un sito archeologico della civiltà Maya situato in Belize, che raggiunse il massimo splendore durante il periodo Tardo Preclassico. Arrivò a contare una popolazione di circa 1.089 persone. Il sito si trova in una zona strategica, una penisola alla foce del New River. Gli abitanti costruirono un sistema di canali.
Il nucleo del sito è formato di alcune grandi strutture e piramidi, una acropoli, e alcuni campi da gioco.

## Storia
Dal periodo in cui venne costruito fino all'età Preclassica, intorno all 400 a.C., Cerros era un piccolo villaggio di contadini, pescatori e mercanti. Coltivarono il suolo fertile e sfruttarono l'accesso al mare, mentre si producevano oggetti da vendere ad altra gente nella zona. Intorno al 50 a.C., con la crescita economica, iniziarono a sperimentare un programma di ricostruzione, erigendo templi e piazze..  
La prima delle nuove costruzioni era la struttura 5C-2nd, che era diventata il pezzo di architettura più famoso al sito. Marcava il punto più a nord del sacro asse nord-sud del sito. Quando i re morivano, altri venivano eletti e si venivano a costruire altri templi in loro onore. L'ultima delle costruzioni più importanti al sito, la struttura 3A-prima, venne completata nel 100 d.C., e molte delle altre strutture sembra che fossero state abbandonate prima. Da allora ogni nuova costruzione era circoscritta alla zona residenziale esterna, in quanto la popolazione iniziò a diminuire di numero.
Cerros venne abbandonata completamente nel 400 d.C. La città rimase quasi del tutto indisturbata, finché Thomas Gann parlò dell'esistenza di alcuni tumuli vicino alla costa nel 1900, attirando l'attenzione degli archeologi per quella zona.

## Archeologia a Cerros
I lavori archeologici iniziarono intorno al 1973, quando il sito venne comprato dalla Metroplex Corporation di Dallas, per costruire un complesso turistico intorno al centro cerimoniale. Questi piani fallirono e il sito venne dato al governo del Belize. Nel 1974 l'archeologo David Freidel e la sua squadra determinarono che il sito risaliva al Tardo Preclassico. 
Negli anni 70, le ricerche continuarono quando il National Science Foundation fornì altro denaro per gli scavi. La squadra originale completò i propri scavi nel 1981.
Negli anni 90, Debra Walker e una squadra di archeologi iniziò una serie di scavi nuovi per capire cosa avesse causato il declino della città alla fine del periodo Tardo Preclassico. Oltre alla ricerca effettuata al sito, la squadra di Walker effettuò datazioni al carbonio sui monili trovati.